# Termitotrox usambaricus
Termitotrox usambaricus (лат.) — вид термитофильных пластинчатоусых жуков из подсемейства Termitotroginae. Ареал: Африка (Танзания). Обнаружены в грибных садах в термитниках представителей семейства Termitidae (Isoptera).

## Описание
Коричнево-чёрные мелкие безглазые и бескрылые жуки. Длина тела около 3 мм (крупнейший вид своего рода). Максимальная длина головы 1,05 мм; медиальная спинная длина пронотума 1,25 мм, максимальная ширина 1,30 мм. Длина надкрылий 1,75 мм, максимальная ширина 1,30 мм. От близких видов отличается угловаой вершиной клипеуса, двумя внешними зубчиками на передних голенях, отсутствием верхне-внутреннего зубчика, разделёнными у основания всеми бороздками надкрылий. Усики 9-члениковые. 3-члениковая булава усиков желтовато-коричневая. Переднеспинка красновато-коричневая и уже чем надкрылья; несёт почти симметричный рисунок из примерно 9 продольных валиков (рёбер): срединный, парамедианный (paramedian), боковой, сублатеральный и маргинальный. Пронотум с выемкой посередине и плоским роговидным выступом (в задней части), направленным назад. Бёдра и тазики расширенные, лапки короткие. Надкрылья выпуклые, бороздчатые. Лапки 5-члениковые с простыми парными коготами. Брюшко с 5 стернитами.
Вид Termitotrox usambaricus был впервые описан в 2008 году по материалам из Африки в ходе родовой ревизии голландским энтомологом Яном Криккеном (Jan Krikken; National Museum of Natural History Naturalis, Лейден, Нидерланды). Видовое название дано по имени горного региона Усамбара (Usambara, Танзания, Amani), где была найдена типовая серия.